# Diamondog
Diamondog (* 23. August 1980 in Luanda, Angola als Diamantino Edgar Capacassa Feijó) ist ein angolanischer Rapper, der zurzeit in Berlin lebt. Sein Musikstil charakterisiert sich als politischer und Conscious Rap. Diamondog ist Journalist, Dokumentarfilmer und hat einen Masterabschluss im Bereich „Visuelle Medien und Anthropologie“ von der Freien Universität Berlin.

## Biographie
Diamondog ist seit 1998 Rapper und hatte den ersten Kontakt mit der Hip-Hop-Kultur im Alter von 16 Jahren, während er einen Kurs im Bereich Journalismus am Institut für Ökonomie in Luanda (IMEL) absolvierte. Beeinflusst durch Freunde und Kollegen, entwickelte sich Diamondog bald vom Zuhörer zum Master of Ceremony (MC).
Diamondog war bereits auf Tour in Barcelona (Spanien), Porto, Braga, Gaia und Matosinhos in Portugal und hat Konzerte in Krakau, Polen und in brasilianischen Städten wie Rio de Janeiro, São Paulo, Salvador, Belo Horizonte und Curitiba wie auch diversen deutschen Städten durchgeführt, u. a. in Kooperation mit Afrika Bambaataa, Marcelo D2, Thaide Dual Thaide und DJ Hum, Tianastacia, Wilson Sideral, Leandro Ferrari, Marku Ribas, Black Sonora, Tambolele, Dj Primo, Olodum Creative School, Shameema-Godessa (Südafrika) und vielen anderen.
Diamondog hat sich an verschiedenen Konzerten und Festivals beteiligt, zu denen u. a. gehören: Revolution Carnival; Brazil Pop Rock Festival 2004 in Zusammenarbeit mit Marcelo D2 und DJ Primo vor mehr als 25.000 Zuschauern im „Independence“-Stadion in Belo Horizonte (Brasilien); Eletronika Festival in Belo Horizonte; Black Arts Festival auf Einladung von Afrika Bambaataa, mit dem er zweimal die Bühne geteilt hat, jeweils in Brasilien und Berlin (Deutschland); FILE (International Festival of Electronic Language); Bread & Butter in Barcelona; Coca-Cola Music Festival; Fete de la Musique in Berlin 2008, 2009 und 2010; Karneval der Kulturen 2009; Wolfsburg Festival, u. a.

## Musikalische Entwicklung (chronologisch)

### 1998: Die ersten Schritte
Gemeinsam mit dem angolanischen Rapper MC Kamba, der jetzt in Spanien lebt, hat Diamondog ein Rap-Duo in der Vergangenheit gegründet. Diamondog schrieb zu dieser Zeit seinen ersten Song und nannte ihn „If you want to be happy“. Das Lied wurde zum ersten Mal in einem nicht mehr existierenden Hip-Hop-Programm beim Radiosender FM Express durch den Radiomoderator Moises Luis veröffentlicht und zählte damals zu denen am meisten in der angolanischen Hauptstadt gehörten Radioprogrammen.

### 1999–2000: Politisches Asyl (Brasilien) und Clandestino
Aufgrund des Bürgerkrieges in Angola, der bis zu diesem Zeitpunkt bereits 24 Jahre andauerte, zog Diamondog nach Brasilien, wo er politisches Asyl erhielt. Kurz nach seiner Ankunft in Brasilien traf er Alexandre Lopes Muzzillo, bekannt als DJ Primo, Jonathan o Gralha und Bill, der die Gruppe Blackout gegründet hat und durch die er in die Hip-Hop-Szene in Curitiba, Brasilien eintauchte. In Curitiba lebte Diamondog nach seiner Ankunft in Brasilien. Im Jahr 2000 wurde er von dem Rapper Maskot aus Curitiba eingeladen, sich an einer musikalischen Kooperation zu beteiligen. Diamondog beteiligte sich auf diese Weise das erste Mal musikalisch in Brasilien bei einem Lied, das von DJ Primo produziert wurde und an dem sich auch der Rapper Fresh Tio von der Rap-Gruppe SP Funk mit einem Feature beteiligte. Im selben Jahr gründete Diamondog zusammen mit dem brasilianischen Rapper Jazzrell aka Mic Forte das Duo „Clandestino“, was „Familie verbunden durch ein gemeinsames Schicksal“ bedeutet.

### 2004: Ein Tribut an unsere Nationen
2004 veröffentlicht das Duo Clandestino ein unabhängiges Album, das den Titel „Ein Tribut an unsere Nationen“ trägt. Die CD zeichnet sich durch die Teilnahme verschiedener Künstler unterschiedlichen Ursprungs aus, wie z. B. Cubanito (Havanna, Kuba), Kunkalopi (Kap Verde), Kaio Estrao (USA), Eddie Toaster und Rena Engels aus Brasilien. Die Songs beschäftigen sich mit sozialen Fragen und verbreiten Friedensbotschaften. Vor allem sind die Titel „Hände, in denen ein Stift waltet“ und „Verbreite den Frieden“ zu nennen.

### 2005–2006: „Food to eat“ mit Compadres
2005 beteiligte sich Diamondog musikalisch an der CD „Food to eat“ (Comida de comer), ein philanthropischen Album von Pode Nastasia, das auch von Musikern und Gruppen wie Uakti, Marina Machado (Milton Nascimento – Backing Vocal), Glauco Nastasia u. a. organisiert und unterstützt wurde.
Im folgenden Jahr wurde Diamondog durch den Musiker Leandro Ferrari eingeladen, an dem Projekt „Compadres“ teilzunehmen. Diamondog nahm an drei Tracks teil, einer davon wurde in Zusammenarbeit mit seinem Partner, dem Rapper Cubanito, aufgenommen.

### 2007: Arrebite/Dokumentarfilm/Weltfriedensdienst und Input-Junkies
Im Jahr 2007 wurde Diamondog von den brasilianischen Produzenten Raul Costa und Rafael Ferreira Costa eingeladen, als MC sich bei der Aufnahme einer Schallplatte namens „Arrebite“ (so auch der Name der Gruppe) zu beteiligen. Die LP wird in Deutschland durch Phantanoise Records und durch Juno Records, Alphacut Records und Sbmonline vertrieben. Gleichzeitig wurden in der britischen Zeitschrift „XLR8R“, die spezialisiert auf elektronische Musik ist, drei Tracks auf ihrer Website veröffentlicht und vorgestellt.
Diamondog wurde im selben Jahr von dem Kameramann und Regisseur Marcelo Trotta eingeladen, an dem Dokumentarfilm Alem de Cafe, Petroleo e Diamantes teilzunehmen. Auf verschiedenen Festivals wurde der Dokumentarfilm ausgezeichnet, z. B. erhielt er den Preis für die beste Regie auf dem Festival von Pernambuco und wurde prämiert bei dem Festival der Menschenrechtskommission von São Paulo.
Mitte 2007 zog Diamondog nach Berlin. Dort gab er auf Einladung der deutschen NGO-Weltfriedensdienst e.V. (Service for World Peace) Workshops in Polen und Deutschland für Jugendliche, in denen es um Konflikttransformation durch Hip-Hop ging.
Im Jahr 2007 war Diamondog Teil des Projekts „Input-Junkies“ und hat mit der südafrikanischen Rapperin Shameema von der Gruppe Godessa das Lied „International Monkey Business“ aufgenommen, in dem auf ironische Weise die Unwissenheit vieler Westler über den afrikanischen Kontinent porträtiert wird.

### 2008: Malucofonia
Das Lied „Eu Quero uma dama“ („Ich möchte eine Dame“), das als Homenage an schwarze Frauen von Diamondog verfasst wurde, wird 2008 durch das Label Acla auf der CD „Malucofonia“ veröffentlicht.

### 2009: Volkswagen Sound Foundation und Nomadic Wax
Diamondog und seine Band – DJ Werd (scratches), Steffen Scholz (Keyboards), Lars Rüetschi (Gitarre), Stefan Fuhr (Bass), Daniel Allen (Trompete) und Jan Pfennig (Schlagzeug) – werden als Künstler von der Volkswagen Sound Foundation gefördert. Zusätzlich zu den verschiedenen künstlerischen Anreizen erhalten sie einen Mini-Bus für Touren über einen Zeitraum von einem Jahr.
Auf Einladung des amerikanischen Label Nomadic Wax nimmt Diamondog zusammen mit DJ Werd den Song „Alexis Sinduhije braucht Freiheit“ auf, um die Freilassung des Journalisten Alexis Sinduhije in Burundi zu fördern, der durch das Time Magazine als einer der 100 einflussreichsten Menschen des Jahres 2008 betitelt wurde.

### 2010: Hip Hop Evolution und Coptic
Im Frühjahr 2010 wird Diamondog von BBC auf einer Karte, in der die Hip Hop Evolution in der Welt porträtiert wird, als Repräsentant Angolas genannt. Diamondog interpretiert darüber hinaus gemeinsam mit Lady Daisey, einer US- R&B und Soul-Sängerin, Adam Wassrin, einem schwedischen Rapper und LMNZ, einem Produzenten und Rapper, den Song „Time and Money“ über Korruption und Gier der Menschen, die mit chronischer Armut konfrontiert sind. Das Lied wurde vom deutschen Rapper und Produzenten LMNZ produziert und erscheint 2010 auf dem Sampler „Worldwide Rap“.
Im Jahr 2010 hat Diamondog seine Teilnahme an einem Album bestätigt, das durch Coptic produziert wird. Coptic hat bereits Produktionen für Rapper wie Notorious BIG, P. Diddy, KRS One, Buckshot, G-Dep, Jermaine Dupri u. a. gemacht. Das Album wird den Namen „Close to my Roots“ tragen.
Derzeit arbeitet Diamondog an seinem ersten Soloalbum, was „Never Muzzled“ heißen wird. Das Album wird wahrscheinlich auf Englisch verfasst werden.

## Diskografie, Compilations und Kollaborationen
- Clandestino – Um Tributo às Nossas Nações 2004
- Coletania – Comida de Comer 2005
- Input – Junkies 2007
- Arrebite 2007
- Malucofonia 2008
- Mixtape – Democracy in Burundi 2008
- Gimme my Microphone Check 2009
- LMNZ – Worldwide Rap 2010